# كأس السوبر السعودي 2025
كأس السوبر السعودي 2025 أو كأس الدرعية للسوبر السعودي لأسباب الرعاية للعام الثاني على التوالي، يُعتبر النسخة الثانية عشرة من بطولة كأس السوبر السعودي منذُ انطلاقتها عام 2013،والنُّسخة الرابعة للبطولة بمشاركة أربع فرق على كأس السوبر السعودي، باعتماد مجلس إدارة الاتحاد السعودي لكرة القدم في 19 فبراير 2022 مشاركة أربعة فرق بهدف رفع مستوى المنافسة بتوسيع قاعدة المشاركة ورفع القيمة التسويقية للبطولة، وإقرار آليتين مؤهلة للمشاركة في بطولة السوبر بمشاركة بطل ووصيف الدوري والكأس، والآلية الآخرى في حال تكرار أحد الفرق الأربعة يتم اللجوء إلى ترتيب أندية دوري روشن السعودي. وستقام البطولة من ثلاث مباريات هي مباراتي الدور نصف النهائي والمباراة النهائية. أُجريت قرعة كأس السوبر السعودي 2025 غير موجهة من دون تحديد أي مستويات بين الفرق الأربعة المتأهلة للمشاركة نادي الاتحاد، الهلال، النصر، القادسية في 19 يونيو 2025، بحيث يلتقي الفائز من المباراتين في النهائي، من المقرر أن تقام البطولة في الفترة بين 19 وحتى 23 أغسطس 2025 في هونغ كونغ (الصين)، يشارك هذا الموسم نادي الاتحاد بصفته بطل دوري روشن للمحترفين موسم 2024–25، والهلال بصفته وصيف دوري روشن للمحترفين موسم 2023–24 ، والقادسية بصفته وصيف كأس خادم الحرمين الشريفين 2024-25 والنصر بصفة صاحب المركز الثالث في دوري روشن للمحترفين موسم 2024–25. وأعلن الاتحاد السعودي لكرة القدم في بيان رسمي في 21 يوليو 2025 عن اعتذار نادي الهلال عن المشاركة في البطولة وتلقيه خطابًا رسميًا من إدارة الهلال. وحل النادي الأهلي رسميا محل الهلال في البطولة استنادًا إلى حلولة في المركز الخامس في دوري روشن للمحترفين موسم 2024–25، وفق الآلية التنظيمية المعتمدة لدى الاتحاد السعودي لكرة القدم.
أعلن الاتحاد السعودي لكرة القدم يوم الجمعة 13 يونيو 2025 عن توقيع شركة الوسائل السعودية وهي الشريك التجاري للاتحاد السعودي لكرة القدم اتفاقية مع شركة "SUM KM SPORT" المحدودة تستضيف بموجبها هونغ كونغ بطولة كأس السوبر السعودي 2025.

## آلية المشاركة

### الآلية الأولى
يُلجأ إلى تطبيق الآلية الأولى للمشاركة في بطولة كأس السوبر السعودي بعد اعتماد الاتحاد السعودي لكرة القدم مشاركة الفرق في المسابقة بالتنظيم الجديد في حال لم يتواجد تكرار من قبل فريق من الفرق الأربعة في تحقيق بطل أو وصيف كأس خادم الحرمين الشريفين وبطل أو وصيف دوري روشن السعودي وعليه يكون التوزيع مباريات نصف النهائي كالتالي.
| مباراة نصف النهائي الأولى                               | مباراة نصف النهائي الأولى | مباراة نصف النهائي الأولى | مباراة نصف النهائي الأولى | مباراة نصف النهائي الأولى |
| ------------------------------------------------------- | ------------------------- | ------------------------- | ------------------------- | ------------------------- |
| بطل دوري روشن السعودي ضد وصيف كأس خادم الحرمين الشريفين |                           |                           |                           |                           |
| مباراة نصف النهائي الثانية                              |                           |                           |                           |                           |
| بطل كأس خادم الحرمين الشريفين ضد وصيف دوري روشن السعودي |                           |                           |                           |                           |

### الآلية الثانية
يُلجأ إلى تطبيق الآلية الثانية للمشاركة في بطولة كأس السوبر السعودي إذا تكرّر فريقٌ واحد على الأقل من الفرق الأربعة في حمل مسمّى بطل أو وصيف كأس خادم الحرمين الشريفين مع مسمّى بطل أو وصيف دوري روشن السعودي، في حال حدوث ذلك يتم استكمال الفريق أو الفريقين المشاركة باللجوء إلى ترتيب فرق دوري روشن السعودي، من المركز الأوّل إلى الرابع، ومن ثم تُجرى قرعة مفتوحة، وهذه هي الآلية المُستخدمة في قرعة كأس السوبر السعودي 2025. وتكون آلية إقامة مباريات نصف النهائي كالتالي.
| مباراة نصف النهائي الأولى                                                             | مباراة نصف النهائي الأولى | مباراة نصف النهائي الأولى | مباراة نصف النهائي الأولى | مباراة نصف النهائي الأولى |
| ------------------------------------------------------------------------------------- | ------------------------- | ------------------------- | ------------------------- | ------------------------- |
| تلعب مباراة نصف النهائي الأولى بين الفريق رقم 1 في القرعة ضد الفريق رقم 2 في القرعة.  |                           |                           |                           |                           |
| مباراة نصف النهائي الثانية                                                            |                           |                           |                           |                           |
| تلعب مباراة نصف النهائي الثانية بين الفريق رقم 3 في القرعة ضد الفريق رقم 4 في القرعة. |                           |                           |                           |                           |

### التوزيع الجغرافي للأندية
حُدّدت الفرق الأربعة المُشاركة في مسابقة كأسِ السوبر السعودي من المراكز الأولى من الموسم الرياضي للدوري 2024–2025 وكأس خادم الحرمين الشريفين 2024–25. حصدَ نادي الاتحاد لقب مسابقة دوري «روشن» السعودي لموسمِ 2024–2025، وضمَن نادي النصر السعودي صاحب المركز الثالث المشاركة في السوبر السعودي نتيجة لفوز نادي الاتحاد ببطولة كأس خادم الحرمين الشريفين 2024–2025، وضمَن نادي القادسية وصيف كأس خادم الحرمين الشريفين المُشاركة في السوبر السعوديّ.و نادي الهلال وصيف الدوري روشن الذي اعتذر لاحقا من المشاركة في السوبر السعودي عقب أجراء القرعة في 21 يوليو 2025.
أقيمت قرعة كأس السوبر السعودي للموسم 2025-2026 يوم الخميس 19 يونيو 2025 في مقر استوديوهات قناة "SSC" في العاصمة الرياض، بحيث تمت عملية سحب قرعة مفتوحة غير موجهة للفرق الأربعة المحدَّدة. أسفرت قرعة كأس السوبر السعودي للموسم 2025-2026 عن مواجهة الاتحاد بطل دوري روشن، والنصر ثالث جدول الترتيب، في أولى مواجهتيْ دور نصف النهائي للبطولة.
| الفرق                     | طريقة التأهيل                                                         | المشاركة (المشاركات السابقة)                       | آخر ظهور                                            |
| ------------------------- | --------------------------------------------------------------------- | -------------------------------------------------- | --------------------------------------------------- |
| الاتحاد                   | بطل دوري روشن للمحترفين 2024–25 بطل كأس خادم الحرمين الشريفين 2024–25 | 5 (2013، 2018، 2022، 2023)                         | وصيف كأس السوبر السعودي 2023 ضدّ الهلال              |
| الهلال (اعتذر عن البطولة) | وصيف دوري روشن للمحترفين 2024–25                                      | 9 (2015، 2016، 2018، 2020، 2021، 2022، 2023، 2024) | بطل كأس السوبر السعودي 2024 ضدّ النصر                |
| القادسية                  | وصيف كأس خادم الحرمين الشريفين 2024–25                                | 1 (الأولى)                                         |                                                     |
| النصر                     | الثالث في دوري روشن للمحترفين 2024–25                                 | 8 (2014، 2015، 2019، 2020، 2022، 2023، 2024)       | وصيف كأس السوبر السعودي 2024 ضدّ الهلال              |
| الأهلي                    | خامس دوري روشن للمحترفين 2024–25                                      | 3 (2016، 2024)                                     | خروج من نصف نهائي كأس السوبر السعودي 2024 ضدّ الهلال |

### القرعة

#### إجراء قرعة
تم اجراء قرعة كأس السوبر السعودي 2025 يوم الخميس 19 يونيو 2025 من دون تحديد أي مستويات، ويلتقي الفائز في المباراتين في النهائي، يشارك نادي الاتحاد بصفته بطل دوري روشن للمحترفين موسم 2024–25، والهلال بصفته وصيف دوري روشن للمحترفين موسم 2024–25 انسحب من البطولة ، ونادي القادسية بصفته وصيف كأس خادم الحرمين الشريفين 2024–25 والنصر بصفته ثالث دوري روشن للمحترفين موسم 2024–25. قدم مراسم قرعة كأس السوبر السعودي رئيس لجنة المسابقات في الاتحاد السعودي لكرة القدم نعيم البكر بحضور عواد العنزي وطلال الجبرين، لاعبَي المنتخب السعودي لكرة القدم السابقين، قبل بدء إجراء القرعة تم وضع وعائين منفصلين، احتوى الوعاء الأول على أربعة كرات متماثل الشكل بداخل كل واحدة منها اسم الفريق المشارك في البطولة، والوعاء الثاني على كرات متماثل الشكل بداخل كل واحدة منها رقم بين 1 إلى 4، بدأ القرعة بسحب كرة واحدة من كرات الوعاء الأول للكشف عن اسم الفريق ومن ثم سحب كرة واحدة من كرات الوعاء الثاني لتحديد رقم الفريق، ويتم تسكين الفريق في الجدول حسب رقمه في القرعة، يمثل رقم (1) ورقم (3) اسم الفريق المستضيف، فيما يمثل رقم (2) ورقم (4) اسم الفريق الضيف.
|  |  |  |  |  |  |  |  |  |  |  |  | وعاء (1) أسماء الفرق (الفرق الأربعة) | وعاء (1) أسماء الفرق (الفرق الأربعة) | وعاء (1) أسماء الفرق (الفرق الأربعة) | وعاء (1) أسماء الفرق (الفرق الأربعة) | وعاء (1) أسماء الفرق (الفرق الأربعة) | وعاء (1) أسماء الفرق (الفرق الأربعة) |                                 |                                 |                                 |                                 |  |  |                                       |                                       |                                       |                                       | وعاء (2) أرقام (من 1 - 4)             | وعاء (2) أرقام (من 1 - 4)             | وعاء (2) أرقام (من 1 - 4) | وعاء (2) أرقام (من 1 - 4) | وعاء (2) أرقام (من 1 - 4) | وعاء (2) أرقام (من 1 - 4) |  |  |  |  |  |  |  |  |  |  |  |  |  |  |
|  |  |  |  |  |  |  |  |  |  |  |  | وعاء (1) أسماء الفرق (الفرق الأربعة) | وعاء (1) أسماء الفرق (الفرق الأربعة) | وعاء (1) أسماء الفرق (الفرق الأربعة) | وعاء (1) أسماء الفرق (الفرق الأربعة) | وعاء (1) أسماء الفرق (الفرق الأربعة) | وعاء (1) أسماء الفرق (الفرق الأربعة) |                                 |                                 |                                 |                                 |  |  |                                       |                                       |                                       |                                       | وعاء (2) أرقام (من 1 - 4)             | وعاء (2) أرقام (من 1 - 4)             | وعاء (2) أرقام (من 1 - 4) | وعاء (2) أرقام (من 1 - 4) | وعاء (2) أرقام (من 1 - 4) | وعاء (2) أرقام (من 1 - 4) |  |  |  |  |  |  |  |  |  |  |  |  |  |  |
|  |  |  |  |  |  |  |  |  |  |  |  |                                      |                                      |                                      |                                      |                                      |                                      |                                 |                                 |                                 |                                 |  |  |                                       |                                       |                                       |                                       |                                       |                                       |                           |                           |                           |                           |  |  |  |  |  |  |  |  |  |  |  |  |  |  |
|  |  |  |  |  |  |  |  |  |  |  |  |                                      |                                      |                                      |                                      |                                      |                                      |                                 |                                 |                                 |                                 |  |  |                                       |                                       |                                       |                                       |                                       |                                       |                           |                           |                           |                           |  |  |  |  |  |  |  |  |  |  |  |  |  |  |
|  |  |  |  |  |  |  |  |  |  |  |  |                                      |                                      |                                      |                                      | سحب من الوعاء الأول يمثل الفريق      | سحب من الوعاء الأول يمثل الفريق      | سحب من الوعاء الأول يمثل الفريق | سحب من الوعاء الأول يمثل الفريق | سحب من الوعاء الأول يمثل الفريق | سحب من الوعاء الأول يمثل الفريق |  |  | سحب من الوعاء الثانية يمثل رقم الفريق | سحب من الوعاء الثانية يمثل رقم الفريق | سحب من الوعاء الثانية يمثل رقم الفريق | سحب من الوعاء الثانية يمثل رقم الفريق | سحب من الوعاء الثانية يمثل رقم الفريق | سحب من الوعاء الثانية يمثل رقم الفريق |                           |                           |                           |                           |  |  |  |  |  |  |  |  |  |  |  |  |  |  |

أسفرت عملية السحب عن سحب نادي الهلال ورقم في عملية سحب (4) ، ثاني الأسماء ظهور كان النادي الاتحاد ورقمه في عملية سحب (2)، ثالث الأسماء ظهوراً كان نادي النصر ورقمه في عملية سحب (1) وليتبقى الكرة المتضمنة بطاقة نادي القادسية ورقمه (3) في نصف النهائي الثاني من بطولة السوبر السعودي.
الفائز من نصف نهائي الأول بين نادي النصر والاتحاد يعتبر الفريق المستضيف في المباراة النهائية لمسابقة السوبر السعودي 2025
|  | نصف النهائي               | نصف النهائي |                           |  | نهائي | نهائي |
|  |                           |             |                           |  |       |       |
|  | 19 أغسطس (ملعب هونغ كونغ) |             |                           |  |       |       |
|  |                           |             |                           |  |       |       |
|  | النصر                     | 2           |                           |  |       |       |
|  | النصر                     | 2           | 23 أغسطس (ملعب هونغ كونغ) |  |       |       |
|  | الاتحاد                   | 1           |                           |  |       |       |
|  | الاتحاد                   | 1           | النصر                     |  |       |       |
|  | 20 أغسطس (ملعب هونغ كونغ) |             |                           |  |       |       |
|  |                           | الأهلي      |                           |  |       |       |
|  | القادسية                  | 1           |                           |  |       |       |
|  | القادسية                  | 1           |                           |  |       |       |
|  | الأهلي                    | 5           |                           |  |       |       |
|  | الأهلي                    | 5           |                           |  |       |       |

## المكان
تستضيف هونغ كونغ بطولة كأس السوبر السعودي 2025 خلال شهر أغسطس، في خطوة للتوسّع العالمي واستمرار لاستراتيجية البطولة في إقامة عدد من نسخها خارج السعودية، لتعزيز انتشار كرة القدم السعودية. ويستضيف ملعب هونغ كونغ الذي يتسع ل 40 ألف مشجع مباريات البطولة، حيث كان بناءه عام 1953 وأعيد تأهيله في عام 1994، ويُعد الملعب الرسمي لإقامة مباريات منتخب هونغ كونغ.
| هونغ كونغكأس السوبر السعودي 2025 (هونغ كونغ) | ملعب هونغ كونغ |
| -------------------------------------------- | -------------- |
| هونغ كونغكأس السوبر السعودي 2025 (هونغ كونغ) | السعة: 40,000  |
| هونغ كونغكأس السوبر السعودي 2025 (هونغ كونغ) |                |

## مباريات السوبر

### نصف النهائي الأول
| النصر                       | 2 - 1 | الاتحاد       |
| --------------------------- | ----- | ------------- |
| - ماني 10' 25' - فيليكس 61' |       | - بيرجوين 16' |

### نصف النهائي الثاني
أعلنت لجنة المسابقات في الاتحاد السعودي لكرة القدم إعتماد مشاركة النادي الأهلي في كأس السوبر السعودي 2025 - 2026. بديلا عن نادي الهلال.
| القادسية                             | 1 - 5 | الأهلي                                          |
| ------------------------------------ | ----- | ----------------------------------------------- |
| - غاستون ألفاريز ÷كريستوفر بونسو باه |       | - فرانك كيسييه - إيفان توني - إينزو ميو - ناتشو |

## الانضباط

### قرارات لجنة الانضباط والأخلاق
اعتذر نادي الهلال عن المشاركة في مسابقة كأس السوبر السعودي للموسم الرياضي 2025-2026م بعد صدور الجدول الرسمي للمسابقة رغم تأهله إلى البطولة بصفته وصيف الدوري السعودي، مبررًا ذلك بضيق الوقت بعد نهاية الموسم الرياضي والإرهاق الكبير الذي يعاني منه اللاعبون عقب المشاركة في كأس العالم للأندية. وأعلن الاتحاد الكرة السعودي في بيان رسمي أنه سيحيل الطلب إلى اللجان المعنية لدراسته واتخاذ القرارات المناسبة التي تحفظ حق البطولة،
| م | رقم وتاريخ القرار         | المسابقة                | الصادر ضد   | المخالفة                                                                                         | منطوق القرار |
| - | ------------------------- | ----------------------- | ----------- | ------------------------------------------------------------------------------------------------ | --- |
| 1 | 3 / ل ض / 2025 2025-08-05 | كأس السوبر السعودي 2025 | نادي الهلال | امتناع الهلال عن المشاركة في كأس السوبر السعودي لموسم 2025-2026 عقب صدور الجدول الرسمي للمسابقة. | - ثبوت مخالفة نادي الهلال للمادة (59-3) من لائحة الانضباط والأخلاق. - إلزام نادي الهلال بدفع غرامة مالية قدرها (500,000) خمسمائة ألف ريال لحساب الاتحاد السعودي لكرة القدم. - حرمان نادي الهلال من المشاركة في كأس السوبر السعودي للموسم القادم 2026-2027 - حرمان نادي الهلال من أي مبالغ مالية مخصصة لمسابقة كأس السوبر السعودي للموسم الرياضي 2025-2026م. - قرار قابل للاستئناف وفقاً للمادة (144) من لائحة الانضباط والأخلاق. |